# 刺佳蛛
刺佳蛛（学名：Gea spinipes）为园蛛科佳蛛属的动物。分布于越南、缅甸、印度尼西亚、泰国、马来西亚以及中国大陆的云南等地。